# Фігурне катання на зимових Азійських іграх 2007
Змагання з фігурного катання на зимових Азійських Іграх 2007, що проходили з 1 по 3 лютого у місті Чанчунь, Китай.

## Країни-учасники
У змаганні брало участь 46 спортсменів з 9 країн.
| Країна            | КС |
| ----------------- | -- |
| Китай             | 18 |
| Китайський Тайбей | 1  |
| Гонконг           | 1  |
| Японія            | 7  |
| Південна Корея    | 4  |
| Філіппіни         | 5  |
| Північна Корея    | 6  |
| Таїланд           | 1  |
| Узбекистан        | 3  |

## Медалісти
| Дисципліна                | Золото                             | Срібло                         | Бронза                                                           |
| ------------------------- | ---------------------------------- | ------------------------------ | ---------------------------------------------------------------- |
| Фігурне катання, чоловіки | Сю Мінг Китай                      | Лі Ченгдзян Китай              | Кенсуке Наканіва Японія                                          |
| Фігурне катання, жінки    | Юкарі Накано Японія                | Суґурі Фуміє Японія            | Сю Біншу Китай                                                   |
| Фігурне катання, пари     | Китай Чжао Хунбо Шень Сюе          | Китай Тун Цзянь Пан Цін        | Китай Сю Дзенкун Лі Дзяці Узбекистан Артем Князев Марина Аганіна |
| Спортивні танці на льоду  | Японія Акіюкі Кідо Нозомі Ватанабе | Китай Дженг Сюн Хванг Хінгтонг | Китай Ванг Чен Ю Сяоянг                                          |

## Таблиця медалей
| Місце | Країна     | Золото | Срібло | Бронза | Загалом |
| ----- | ---------- | ------ | ------ | ------ | ------- |
| 1     | Китай      | 2      | 3      | 3      | 8       |
| 2     | Японія     | 2      | 1      | 1      | 4       |
| 3     | Узбекистан | 0      | 0      | 1      | 1       |
| Разом | Разом      | 4      | 4      | 5      | 13      |